# HMS Albion (R07)
Авіаносець «Альбіон» (англ. HMS Albion (R07)) — британський авіаносець типу «Сентор».

## Історія створення
Авіаносець «Альбіон» був закладений на верфі «Swan Hunter» 23 березня 1944 року, спущений на воду 16 травня 1947 року. Вступив у стрій 26 травня 1956 року.

## Історія служби
Після вступу у стрій авіаносець «Альбіон» у 1956 році брав участь у бойових діях під час Суецької кризи.
Протягом 1961—1962 років корабель був переобладнаний у десантний вертольотоносець. У листопаді 1962 року він вирушив на Далекий Схід, де у грудні того ж року брав участь у бойових діях проти партизанів у Сараваку. У 1963 році здійснював патрулювання біля берегів Малайзії, у 1966 році — біля берегів Індонезії, під час Індонезійсько-Малазійської конфронтації.
2 березня 1973 року авіаносець вивели в резерв. Він був проданий приватному власнику 22 листопада 1973 року для переобладнання в судно постачання для нафтових промислів у Північному морі, але незабаром від цієї ідеї відмовились, і корабель здали на злам.